# Kåre Lehmann Nielsen
Kåre Lehmann Nielsen er dansk professor ved Institut for Kemi og Biovidenskab ved Aalborg Universitet. Hans forskningsområde er indenfor Genomik og transkription analyse (Genomics), plante- og afgrøde biologi, genomisk assisteret kartoffelforædling, svampe og mikrobiel genteknologi, bioinformatics, data science, genomisk selektion og genomisk prædiktion.

## Uddannelse og karriere
Han blev uddannet cand scient i kemi og bioteknologi fra Aarhus Universitet i 1994 og fik i 1996 sin Ph.d. tildelt ved Aarhus Universitet. Fra 1996-98 arbejdede han som post doc. ved Institut for Biokemi ved New York University, hvorefter han blev ansat ved Aalborg Universitet.

## Publikationer
Kåre Lehmann Nielsen har udgivet mange publikationer. Særligt notable publikationer ses nedenfor:
- Sverrisdóttir E., Sundmark E.H.R, Johnsen H.Ø., Kirk, H. G., Asp, T., Janss, L., Bryan G.and Nielsen K.L. “The Value of Expanding the Training Population to Improve Genomic Selection Models in Tetraploid Potato” Frontiers in Plant Science 9: 1118 (2018)
- Sverrisdóttir, E., Byrne, S., Nielsen, E. H. R., Johnsen, H. Ø., Kirk, H. G., Asp, T., Janss, L. & Nielsen, K. L.”Genomic prediction of starch content and chipping quality in tetraploid potato using genotyping-by-sequencing” Theoretical and Applied Genetics 120, 1432-2242 (2017)
- Kaminski, K.P., Kørup, K., Kristensen, K., Nielsen, K. L., Liu, F., Topbjerg, H. B., Kirk, H. G. & Andersen, M.N. ” Contrasting Water-Use Efficiency (WUE) Responses of a Potato Mapping Population and Capability of Modified Ball-Berry Model to Predict Stomatal Conductance and WUE Measured at Different Environmental Conditions.” Journal of Agronomy and Crop Science 201, 81-94 (2015)
- Kaminski, K. P., Sørensen, K. K., Nielsen, K. L., Liu, F., Topbjerg, H. B., Kirk, H. G. & Andersen, M. "Gas-exchange, water use efficiency and yield responses of elite potato (Solanum tuberosum L.) cultivars to changes in atmospheric carbon dioxide concentration, temperature and relative humidity" Agricultural and Forest Meteorology. 187,36-45 (2014)
- Albertsen, M., Hugenholz, P., Skarshewski, A., Nielsen, K.L., Tyson, G.W and Nielsen, P.H. "Genome sequences of rare, uncultured bacteria by differential binning of multiple metagenomes" Nat Biotechnol, 31, 533-8 (2013)
- The Potato Genome Sequencing Consortium. "Genome sequence and analysis of the tuber crop potato". Nature 475, 189-195 (2011)
- Schneeberger; K., Ossowski, S., Lanz, C., Juul, T., Petersen, A. H., Nielsen, K.L., Jørgensen, J.E.. Weigel, D. and Andersen, S.U. ” SHOREmap: simultaneous mapping and mutation identification by deep sequencing”. Nature Methods 6, 550 - 551 (2009)
- Nielsen, K.L., Høgh, A.L. and Emmersen, J. “DeepSAGE - digital transcriptomics with high sensitivity, simple experimental protocol and multiplexing of samples” Nucleic Acids Research. e133 (2006).
- Nielsen, K.L., Grønkjær, K., Welinder, K.G. and Emmersen, J.E. ”Global transcription profiling of potato tuber using LongSAGE” Plant Biotechnol. J. 3, 175-185. (2005)
- Crookshanks, M., Emmersen, J., Welinder, K.G. and Nielsen, K.L.: “The potato tuber transcriptome: Analysis of 6077 expressed sequence tags” FEBS Lett. 502, 123-126 (2001)
- Nielsen, K.L., McLennan, N., Masters, M. and Cowan, N.J.: “A single ring mitochondrial chaperonin (Hsp60-Hsp10) can substitute for GroEL-GroES in vivo”, J. Bact. 181, 5871-5875 (1999)
- Nielsen, K.L. and Cowan, N.J., “A single ring is sufficient for productive chaperonin mediated folding in vivo”, Mol. Cell 2, 93-99 (1998)
- Nielsen, K.L., Holtet, T.L., Etzerodt, M., Moestrup, S.K., Gliemann, J., Sottrup-Jensen, L. and Thøgersen, H.C.: “Identification of residues in  a-macroglobulins important for binding to the a2-macroglobulin receptor/low density lipoprotein receptor-related protein.” J.Biol.Chem. 271, 12909-12912 (1996)